# Павленко Микола Карпович
Микола Карпович Павленко (нар. 21 листопада 1943) — радянський та російський цирковий артист (дресирувальник). Народний артист Росії (1992).

## Біографія
Микола Карпович Павленко народився 21 листопада 1943 року у місті Лисхімстрой. Почав працювати у цирку з 17 років. Спочатку Микола Карпович працював доглядачем тварин та лектором-екскурсоводом, пізніше — дресирувальником. 
Найбільших успіхів Павленко досяг у роботі з суматранськими тиграми (атракціон тигрів). Робота Миколи Павленка з тиграми була відзначена найпрестижнішою цирковою нагородою - «Золотий клоун» (1990). 
Закінчив Московський зоотехнічний інститут у 1963 році.